# Fink II

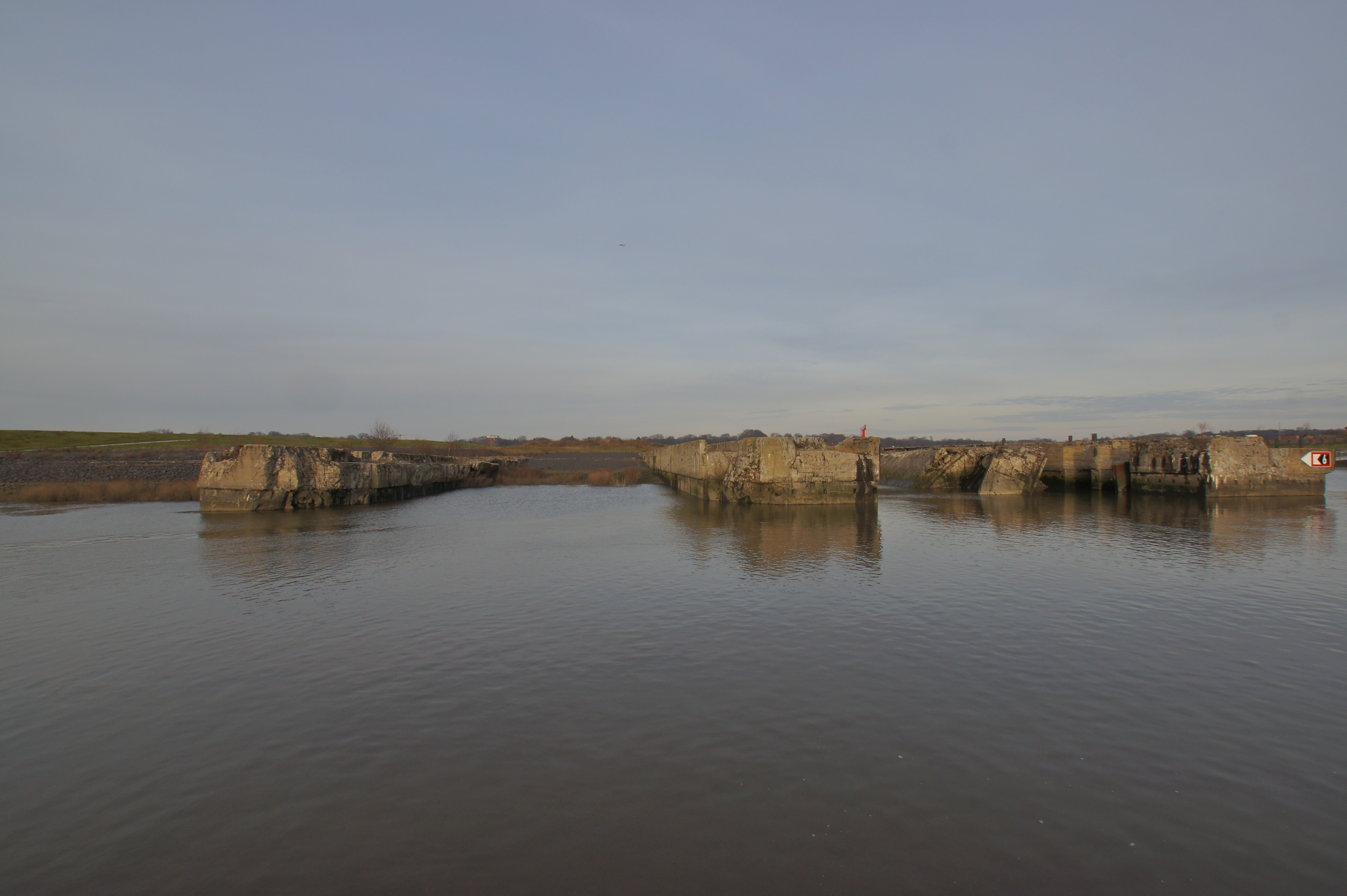
Bunker Fink II

Fink II est un bunker sous-marin allemand construit à Hambourg entre 1941 et 1942 et détruit en 1945,.